# Nils Schumann
Nils Schumann (* 20. května 1978, Bad Frankenhausen) je bývalý německý atlet, olympijský vítěz, mistr Evropy a halový mistr Evropy v běhu na 800 metrů.
Na mistrovství světa juniorů v Sydney 1996 skončil na pátém místě. O rok později si doběhl na juniorském mistrovství Evropy v Lublani pro zlatou medaili. V roce 1998 nenašel protivníka na HME ve Valencii ani na evropském šampionátu v Budapešti a na obou šampionátech vybojoval zlaté medaile. V následujícím roce získal v Göteborgu zlato také na ME v atletice do 23 let. Na HME 2000 v belgickém Gentu doběhl jako druhý, když titul vybojoval Rus Jurij Borzakovskij. V témže roce se stal v Sydney olympijským vítězem. Ve finále proběhl cílem v čase 1:45,08. Druhý Dán Wilson Kipketer ztratil v cíli šest setin.
Na světovém šampionátu v kanadském Edmontonu 2001 skončil ve finále pátý v čase 1:45,00. V únoru roku 2002 si při pádu z horského kola přivodil zlomeninu pažní kosti a podrobil se operaci. Zároveň musel vynechat HME ve Vídni. Poslední výraznější úspěch zaznamenal na mistrovství Evropy v Mnichově 2002, kde získal bronzovou medaili. Jeho kariéru později poznamenala série zdravotních problémů. Atletickou kariéru definitivně ukončil v roce 2009 poté, co se nekvalifikoval na světový šampionát v Berlíně.

## Osobní rekordy
- 800 m (hala) – 1:45,57 – 2. února 2003, Stuttgart
- 800 m (venku) – 1:44,16 – 30. srpen 2002, Brusel
- 1 500 m (venku) – 3:38,51 – 2002 [4]